# Cheiloclinium anomalum
Cheiloclinium anomalum är en benvedsväxtart som beskrevs av John Miers. Cheiloclinium anomalum ingår i släktet Cheiloclinium och familjen Celastraceae. Inga underarter finns listade.